# Liste des gouverneurs coloniaux de Sierra Leone
Voici la liste des Administrateurs coloniaux de Sierra Leone de la mise en place de la Province of Freedom en 1787 jusqu'à l'indépendance de la Sierra Leone en 1961.

## Administrateur (1787)
Le 14 mai 1787, la Province of Freedom est fondée par le Comité pour le secours des Noirs pauvres, une organisation caritative basée à Londres, dans le but de donner une terre pour les esclaves affranchis.
- B. Thompson (14 mai 1787 - Septembre 1787)

## Gouverneur (1787-1789)
Le 22 août 1788, la Province of Freedom et Freetown a été attribué au Captaine John Taylor, mais il l'abandonne avant 1789.
- John Taylor (Août 1788 - 1788)

## Agent (1791-1792)
En janvier 1791, Granville Town est restauré par la St. George Bay Company.
- Alexander Falconbridge (Janvier 1791 - Mars 1792)

## Superintendent (1792)
En 1792, Freetown est fondé en tant que ville principale dans la nouvelle colonie de Sierra Leone.
- John Clarkson (Mars 1792 - Juillet 1792)

## Gouverneurs (1792-1827)
- John Clarkson (Juillet 1792 - 31 décembre 1792)
- William Dawes (31 décembre 1792 - Mars 1794) (1re fois)
- Zachary Macaulay (Mars 1794 - 6 mai 1795) (1re fois)
- William Dawes (6 mai 1795 - Mars 1796) (2e fois)
- Zachary Macaulay (Mars 1796 - Avril 1799) (2e fois)
- John Gray (Avril 1799 - Mai 1799) (1re fois)

Le 5 juillet 1799, la Province of Freedom est renommé Sierra Leone.
- Thomas Ludlam (Mai 1799 - 1800)(1re fois)
- John Gray (1800 - Janvier 1801) (2e fois)
- William Dawes(Janvier 1801 – Février 1803) (3e fois)
- William Day (Février 1803 – 1803) (1re fois)
- Thomas Ludlam (1803 - 1805) (2e fois)
- William Day (1805 - 4 novembre 1805) (2e fois)

Le 1er janvier 1808, Sierra Leone devient une Colonie du Royaume Uni, et la compagnie de Sierra Leone se termine.
- Thomas Ludlam (1806 – 21 juillet 1808) (3e fois, intérimaire jusqu'au 1er janvier 1808)
- Thomas Perronet Thompson (21 juillet 1808 – 12 février 1810)
- Edward H. Columbine (12 février 1810 – Mai 1811)
- Robert Bones (Mai 1811 – 1er juillet 1811) (intérimaire)
- Charles William Maxwell (1er juillet 1811 – Juillet 1815)
- Charles MacCarthy (Juillet 1814 – Décembre 1814) (1re fois, intérimaire de Maxwell)
- J. Mailing (Décembre 1814 – Janvier 1815) (intérimaire pour Maxwell)
- R. Purdie (Janvier 1815 – Mars 1815) (intérimaire pour Maxwell)
- William Appleton (Mars 1815 – Juin 1815) (intérimaire pour Maxwell)
- Captain Henry Barry Hyde (Juin 1815 – Juillet 1815) (intérimaire pour Maxwell)
- Charles MacCarthy (À partir de 1820, Sir Charles Macarthy) (Juillet 1815 – Juillet 1820) (2e fois, intérimaire jusqu'au 1er janvier 1816)
- Sir Alexander Grant (28 juillet 1820 – 1er février 1821) (1re fois, intérimaire)
- E. Burke (1er février 1821 – 4 février 1821) (intérimaire)

Le 17 octobre 1821, les territoires de Sierra Leone deviennent les Territoires britannique de l'Afrique de l'Ouest. Sa Gouvernance a est tenu simultanément par le Gouverneur (de 1827 à 1837 en tant que Lieutenant gouverneur) de Sierra Leone.
- Sir Alexander Grant (4 février 1821 – 28 novembre 1821) (2e fois, intérimaire)
- Sir Charles MacCarthy (Novembre 1821 – 21 janvier 1824) (3e fois)
- Daniel Molloy Hamilton (21 janvier 1824 – 5 février 1824) (intérimaire)
- Major-General Sir Charles Turner (5 février 1824 – 7 mars 1826)
- Kenneth Macaulay (colonialist) and Samuel Smart (1re fois) (8 mars 1826 - Août 1826) (intérimaire)
- Sir Neil Campbell (Août 1826 – Décembre 1827)
- James Milton Margai

## Lieutenant gouverneurs (1827-1837)
- Hugh Lumley (Décembre 1827 – 1828) (1re fois)
- Dixon Denham (1828 – 8 mai 1828)
- Hugh Lumley (9 juin – Juillet 1828) (2e fois)
- Samuel Smart (Juillet 1828 - Novembre 1828) (2e fois, intérimaire)
- Major Henry John Ricketts (Novembre 1828 – 1829) (intérimaire)
- Augustine Fitzgerald Evans (1829 – 1830) (intérimaire)
- Alexander Maclean Fraser ( 1830) (intérimaire)
- Alexander Findlay (1830 – Juillet 1833)
- Michael Linning Melville (Juillet 1833 – Décembre 1833) (intérimaire)
- Octavius Temple (Décembre 1833 – 1834)
- Thomas Cole (1834 – Février 1835) (1re fois, intérimaire)
- Henry Dundas Campbell (Février 1835 – 1837)
- Thomas Cole (1837) (2e fois, intérimaire)

## Gouverneurs (1837–1961)
- Richard Doherty (1837 – 1840)
- John Jeremie (1840 – Avril 1841)
- J. Carr (Avril – Septembre 1841) (intérimaire)
- William Fergusson (Septembre 1841 – Janvier 1842) (1re fois, intérimaire)
- George Macdonald (Janvier 1842 – Juillet 1844)
- William Fergusson (Juillet 1844 – 1845) (2e fois)

Le 13 janvier 1850, les territoires de Sierra Leone sont dissous et la Sierra Leone redevient une colonie britannique distincte.
- Norman William MacDonald (1845 – 1852)
- Sir Arthur Edward Kennedy (1852 – 1854) (1re fois)
- Robert Dougan (1854) (1re fois, intérimaire)
- Sir Stephan John Hill (1854 – 1855) (1re fois)
- Robert Dougan (1855) (2e fois)
- Sir Stephan John Hill (1855 – 1859) (2e fois)
- Alexander Fitzjames (1859 – 1860)
- Sir Stephan John Hill (1860 – 1861) (3e fois)
- William Hill and Smith (1861 – 1862) (intérimaire)
- Samuel Wensley Blackall (1862 – 1865) (1re fois)
- Chamberlayne (1865 - 19 février 1866) (intérimaire)

Le 19 février 1866, des territoires de Sierra Leone sont intégrés aux Colonies d'Afrique occidentale britannique. Sa gouvernance est tenue simultanément par le gouverneur de Sierra Leone.
- Samuel Wensley Blackall (19 février 1866 – 1867) (2e fois)
- Gustavus N.K. Yonge (1867) (intérimaire)
- Samuel Wensley Blackall (1867 – 1868) (3e fois)
- John Jennings Kendall (1868 – 1869) (1re fois, intérimaire)
- Sir Arthur Edward Kennedy (1869 – 1871) (2e fois)
- John Jennings Kendall (1871) (2e fois, intérimaire)
- Sheppard (1871) (intérimaire)
- Sir Arthur Edward Kennedy (1871 – Janvier 1872) (3e fois)
- John Jennings Kendall (Janvier 1872 –Février 1872) (3e fois, intérimaire)
- John Pope Hennessy (Février 1872 – 7 mars 1873)
- Robert William Keate (7 – 17 mars 1873)
- Alexander Bravo and Robert William Harley (17 mars 1873 – 2 octobre 1873) (intérimaire)
- Sir Garnet Wolseley, 1st Viscount Wolseley (2 octobre 1873 – 4 mars 1874)
- George Berkeley (4 mars 1874 – 17 décembre 1874)

Le 17 décembre 1874, la Sierra Leone est entièrement intégrée dans l'Afrique occidentale britannique.
- George French (17 décembre 1874 – 1875) (intérimaire)
- Cornelius Hendricksen Kortright (1875) (1re fois)
- Sir Samuel Rowe (1875 – 1876) (1re fois)
- Cornelius Hendricksen Kortright (1876 – 1877) (2e fois)
- Horatio James Huggins (1877) (intérimaire)
- Sir Samuel Rowe (Septembre 1877 – 1880) (2e fois)
- William Streeten (1880 – 1881) (intérimaire)
- Sir Samuel Rowe (1881) (3e fois)
- Francis Frederick Pinkett (1881) (1re fois, intérimaire)
- Arthur Elibank Havelock (1881 – 1883) (1re fois)
- Francis Frederick Pinkett (1883) (2e fois, intérimaire)
- Arthur Elibank Havelock (1883 – 1884) (2e fois)
- Arthur M. Tarleton (1884) (intérimaire)
- Francis Frederick Pinkett (1884 – 1885) (3e fois, intérimaire)
- Sir Samuel Rowe (1885 – 1886) (4th time)
- Sir James Shaw Hay (1886 – 1887) (1re fois, intérimaire)
- Sir Samuel Rowe (1887 – 1888) (5th time)
- J.M. Maltby (1888) (1re fois, intérimaire)

Le 28 novembre 1888, l'Afrique occidentale britannique est dissoute et la Sierra Leone redevient une colonie britannique distincte.
- Sir James Shaw Hay (1888 – 1889) (2e fois, intérimaire jusqu'au 24 November 1888)
- Patchett et Foster (1889) (intérimaire)
- J.M. Maltby (1889 – 1890) (2e fois)
- Sir James Shaw Hay (1890 – 1891) (3e fois)
- J.J. Crooks (1891 – 1892) (intérimaire)
- W.H.Q. Jones (1892) (1re fois, intérimaire)
- Francis Fleming (1892 – 1893) (1re fois)
- W.H.Q. Jones (1893) (2e fois, intérimaire)
- Francis Fleming (1893 – 1894) (2e fois)
- W.H.Q. Jones (1894) (3e fois, intérimaire)
- Frederic Cardew (1894 – 1895) (1re fois)
- Caulfield (1895 – 24 août 1895) (1re fois, intérimaire)

Le 24 août 1895, les terres internes de Sierra Leone deviennent un protectorat britannique, et la colonie est renommée Colonie et Protectorat de la Sierra Leone.
- Frederic Cardew (à partir du 22 juin 1897, Sir Frederic Cardew) (24 août 1895 – 1897) (2e fois)
- J.C. Gore (1897) (intérimaire)
- Caulfield (1897) (2e fois, intérimaire)
- Sir Frederic Cardew (1897 – 1899) (3e fois)
- Matthew Nathan (1899) (intérimaire)
- Sir Frederic Cardew (1899 – 1900) (4th time)
- Caulfield (1900 – 11 décembre 1900) (3e fois, intérimaire)
- Sir Charles King-Harman (11 décembre 1900 – 3 octobre 1904)
- Sir Leslie Probyn (3 octobre 1904 – 1910)
- Sir Edward Marsh Merewether (1910 – 1913) (1re fois)
- Claude Hollis (1913) (intérimaire)
- Sir Edward Marsh Merewether (1913 – 1916) (2e fois)
- Sir Richard James Wilkinson (9 mars 1916 – 1921) (1re fois)
- John C. Maxwell (1921) (intérimaire)
- Sir Richard James Wilkinson (1921 – 4 mai 1922) (2e fois)
- Alexander Ransford Slater (à partir du 1924, Sir Alexander Ransford Slater) (4 mai 1922 – 24 septembre 1927)
- Sir Joseph Aloysius Byrne (24 septembre 1927 – 1929) (1re fois)
- Mark Aitchison Young (1929 – 1930) (intérimaire)
- Sir Joseph Aloysius Byrne (1930 – 23 mai 1931) (2e fois)
- Sir Arnold Wienholt Hodson (23 mai 1931 – 17 juillet 1934)
- Sir Henry Monck-Mason Moore (17 juillet 1934 – 21 mai 1937)
- Sir Douglas James Jardine (21 mai 1937 – 5 juillet 1941)
- Sir Hubert Craddock Stevenson (5 juillet 1941 – Septembre 1947)
- Sir George Beresford-Stooke (Septembre 1947 – Décembre 1952)
- Sir Robert de Zouche Hall (Décembre 1952 – 1er septembre 1956)
- Maurice Henry Dorman (à partir du 2 janvier 1957, Sir Maurice Henry Dorman) (1er septembre 1956 – 27 avril 1961)

En 1961, la Sierra Leone obtient l'obtient l’indépendance du Royaume-Uni. Après l'indépendance, le viceroi de Sierra Leone devient le Gouverneur général de la Sierra Leone.